# Georg Scheller (Regierungspräsident)
Georg Scheller, ab 1908 von Scheller, (* 23. Januar 1851; † 15. Oktober 1937) war ein preußischer Verwaltungsbeamter und Regierungspräsident.

## Leben
Schellers Vater war der Oberfinanzrat Heinrich Friedrich Scheller (1814–1883). Georg Scheller wurde 1885 Landrat im Kreis Greifenhagen. 1890 wurde er Hilfsarbeiter im Oberpräsidium der Provinz Pommern in Stettin. 1891 war er Vortragender Rat im Geheimen Zivilkabinett. Von 1899 bis 1908 war er Regierungspräsident des Regierungsbezirks Stralsund.
Am 23. März 1908 wurde er in den Adelsstand erhoben.
Er heiratete 1881 Marie Antoniette Johanne Scheven (* 1863). Das Paar hatte mehrere Kinder.